# Adrián González Morales
Adrián González Morales (ur. 25 maja 1988 w Madrycie) – hiszpański piłkarz, wychowanek Realu Madryt. Od 2012 do 2014 występował w Rayo Vallecano. W sezonie 2007/2008 grał na wypożyczeniu w klubie Celta Vigo, wcześniej w Gimnàsticu Tarragona. Jest synem Míchela, byłego zawodnika Królewskich. Gra na pozycji ofensywnego pomocnika. Następnie grał w Getafe CF. 